# Saxifraga pickeringii
Saxifraga pickeringii é uma espécie de planta com flor pertencente à família Saxifragaceae. 
A autoridade científica da espécie é C.Simon, tendo sido publicada em Bocagiana 33.(1973): 4.

## Portugal
Trata-se de uma espécie presente no território português, nomeadamente no Arquipélago da Madeira.
Em termos de naturalidade é endémica da região atrás referida.

## Protecção
Não se encontra protegida por legislação portuguesa ou da Comunidade Europeia.